# Manabo
Manabo è una municipalità di quinta classe delle Filippine, situata nella provincia di Abra nella Regione Amministrativa Cordillera.
Manabo è formata da 11 baranggay:
- Ayyeng (Pob.)
- Catacdegan Nuevo
- Catacdegan Viejo
- Luzong
- San Jose Norte
- San Jose Sur
- San Juan Norte
- San Juan Sur
- San Ramon East
- San Ramon West
- Santo Tomas